# Astroloba spiralis
Astroloba spiralis là một loài thực vật có hoa trong họ Măng tây. Loài này được (L.) Uitewaal mô tả khoa học đầu tiên năm 1947.

## Hình ảnh

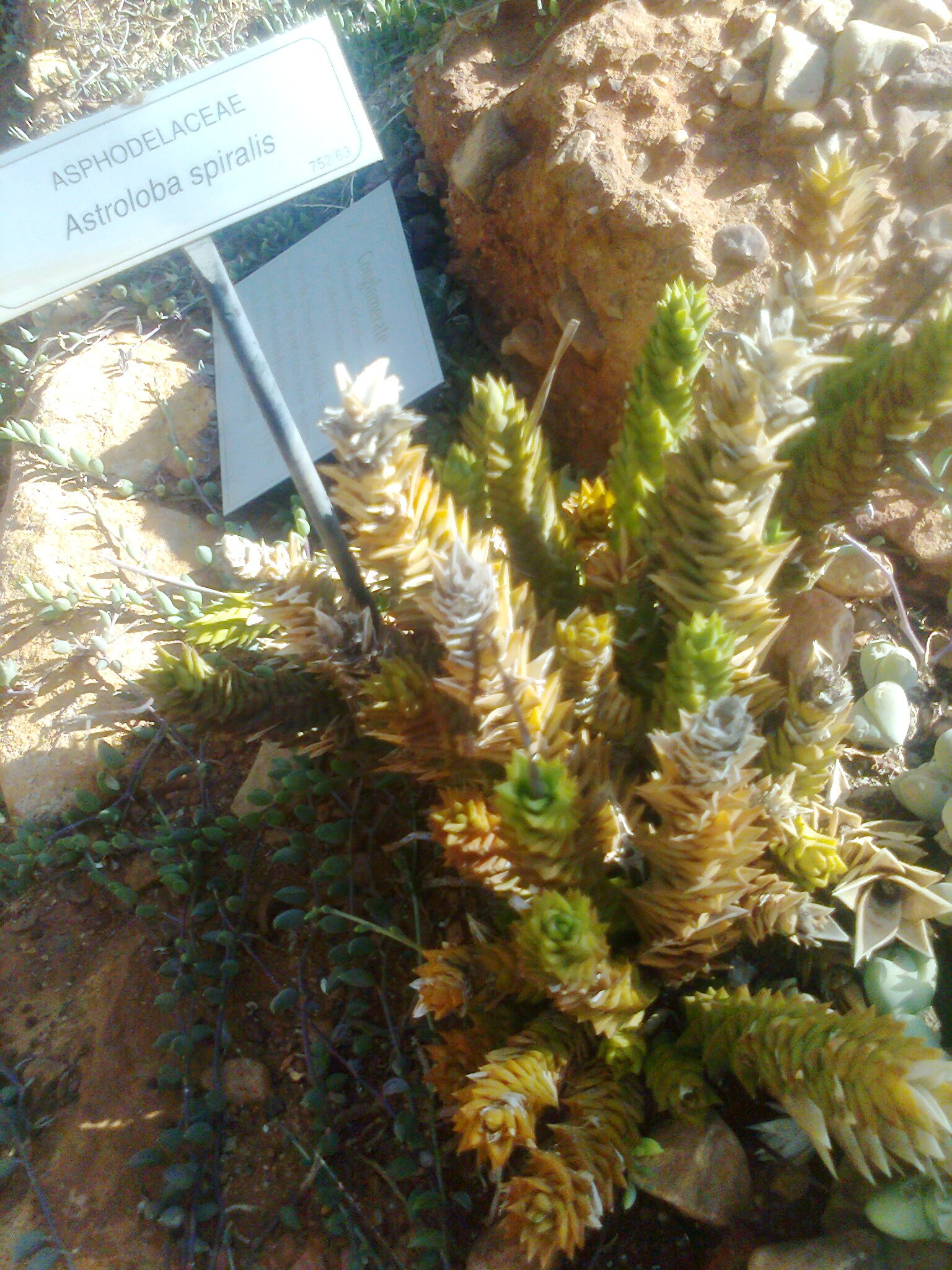
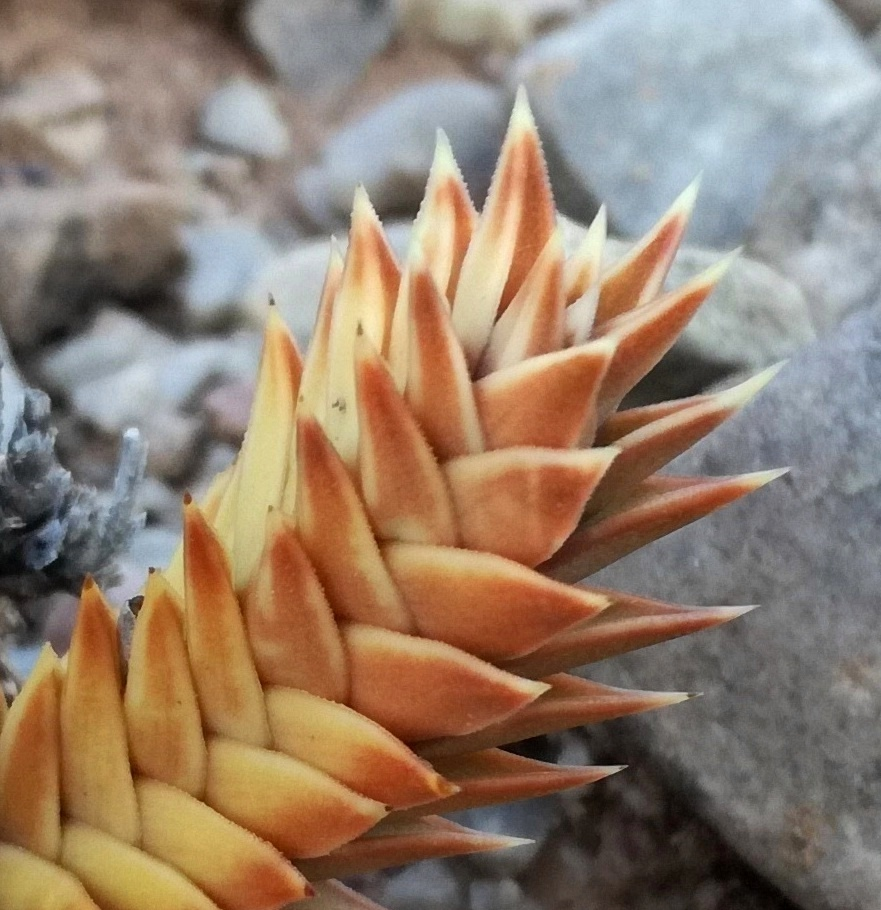
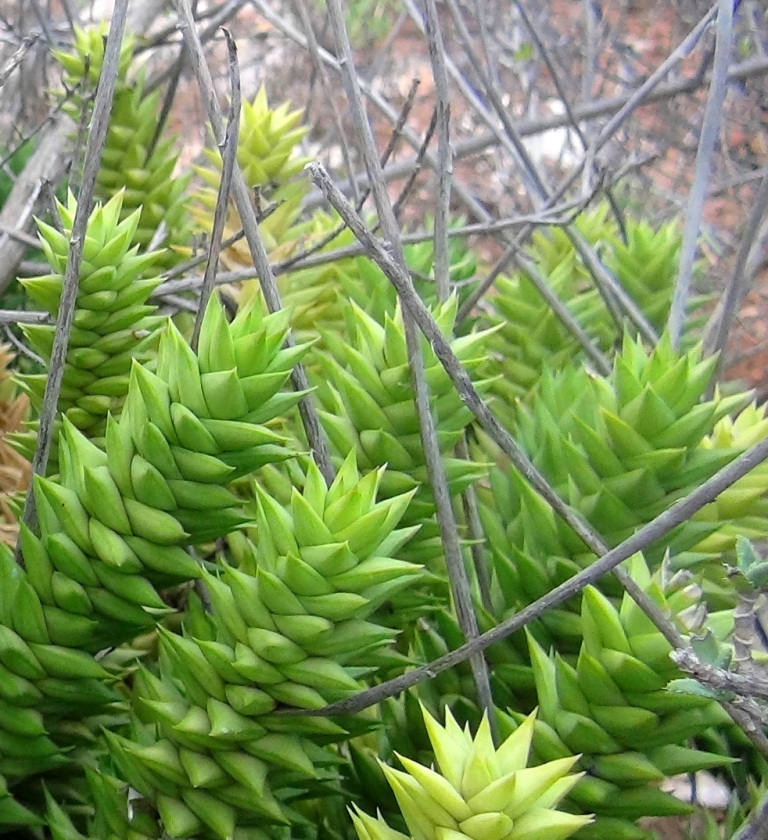